# Free Style
『Free Style』（フリー スタイル）は、日本の歌手、三浦大知の2枚目のシングルである。2005年6月1日発売。発売元はSONIC GROOVE。

## 解説
- 前作から2ヶ月ぶりとなるシングル。
- CDのみのリリース。
- 『Free Style』のミュージックビデオはアルバム『D-ROCK with U』に収録。

幕張メッセで撮影された。
- 作曲はアッシャーへの楽曲提供で知られるPatrick J. Que Smith。この時J. Queから「D-ROCK」という愛称をもらい、これがファースト・アルバムのタイトルへと発展した。
- ダンスの振り付けはビヨンセなどの振付師でもあるスーパー・デイブ。

## 収録曲
| #         | タイトル       | 作詞      | 作曲                        | 編曲      | 時間 |
| --------- | -------------- | --------- | --------------------------- | --------- | ---- |
| 1.        | 「Free Style」 | Jam       | Patrick "J.Que"Smith K-Muto | K-Muto    | 3:40 |
| 2.        | 「Be Shining」 | HI-D      | 今井了介                    |           | 5:18 |
| 合計時間: | 合計時間:      | 合計時間: | 合計時間:                   | 合計時間: | 8:58 |

## ミュージックビデオ
監督
園田俊郎
振付
Super Dave
ダンサー
Super Daveほか3人

## タイアップ
Free Style
ボーダフォン日本法人（現ソフトバンクモバイル）CMソング（CMには本人出演）

## 収録アルバム
| 曲名             | 収録アルバム      | 発売日        | 備考                  |
| ---------------- | ----------------- | ------------- | --------------------- |
| Keep It Goin' On | 『D-ROCK with U』 | 2006年1月25日 | 1stオリジナルアルバム |
| 同               | 『BEST』          | 2018年3月7日  | ベストアルバム        |